# Polinomis de Jacobi

Gràfic de la funció polinomial de Jacobi amb i i en el pla complex des de a amb colors creats amb la funció de Mathematica 13.1 ComplexPlot3D

En matemàtiques, polinomis de Jacobi (ocasionalment anomenats polinomis hipergeomètrics ) {\displaystyle P_{n}^{(\alpha ,\beta )}(x)} són una classe de polinomis ortogonals clàssics. Són ortogonals respecte al pes {\displaystyle (1-x)^{\alpha }(1+x)^{\beta }} a l'interval {\displaystyle [-1,1]}. Els polinomis de Gegenbauer, i per tant també els polinomis de Legendre, Zernike i Chebyshev, són casos especials dels polinomis de Jacobi.
Els polinomis de Jacobi van ser introduïts per Carl Gustav Jacob Jacobi.

## Definicions

### Mitjançant la funció hipergeomètrica
Els polinomis de Jacobi es defineixen mitjançant la funció hipergeomètrica de la següent manera: 
{\displaystyle P_{n}^{(\alpha ,\beta )}(z)={\frac {(\alpha +1)_{n}}{n!}}\,{}_{2}F_{1}\left(-n,1+\alpha +\beta +n;\alpha +1;{\tfrac {1}{2}}(1-z)\right),}
on {\displaystyle (\alpha +1)_{n}} és el símbol de Pochhammer (per al factorial de caiguda). En aquest cas, la sèrie de la funció hipergeomètrica és finita, per tant s'obté la següent expressió equivalent:
{\displaystyle P_{n}^{(\alpha ,\beta )}(z)={\frac {\Gamma (\alpha +n+1)}{n!\,\Gamma (\alpha +\beta +n+1)}}\sum _{m=0}^{n}{n \choose m}{\frac {\Gamma (\alpha +\beta +n+m+1)}{\Gamma (\alpha +m+1)}}\left({\frac {z-1}{2}}\right)^{m}.}

### Fórmula de Rodrigues
Una definició equivalent ve donada per la fórmula de Rodrigues:
{\displaystyle P_{n}^{(\alpha ,\beta )}(z)={\frac {(-1)^{n}}{2^{n}n!}}(1-z)^{-\alpha }(1+z)^{-\beta }{\frac {d^{n}}{dz^{n}}}\left\{(1-z)^{\alpha }(1+z)^{\beta }\left(1-z^{2}\right)^{n}\right\}.}
Si {\displaystyle \alpha =\beta =0}, llavors es redueix als polinomis de Legendre :
{\displaystyle P_{n}(z)={\frac {1}{2^{n}n!}}{\frac {d^{n}}{dz^{n}}}(z^{2}-1)^{n}\;.}

### Expressió alternativa per a l'argument real
De veritat {\displaystyle x} el polinomi de Jacobi es pot escriure alternativament com
{\displaystyle P_{n}^{(\alpha ,\beta )}(x)=\sum _{s=0}^{n}{n+\alpha  \choose n-s}{n+\beta  \choose s}\left({\frac {x-1}{2}}\right)^{s}\left({\frac {x+1}{2}}\right)^{n-s}}
i per a nombre sencer {\displaystyle n}
{\displaystyle {z \choose n}={\begin{cases}{\frac {\Gamma (z+1)}{\Gamma (n+1)\Gamma (z-n+1)}}&n\geq 0\\0&n<0\end{cases}}}
on {\displaystyle \Gamma (z)} és la funció gamma.

En el cas especial que les quatre quantitats {\displaystyle n}, {\displaystyle n+\alpha }, {\displaystyle n+\beta }, {\displaystyle n+\alpha +\beta } són nombres enters no negatius, el polinomi de Jacobi es pot escriure com

| {\displaystyle P_{n}^{(\alpha ,\beta )}(x)=(n+\alpha )!(n+\beta )!\sum _{s=0}^{n}{\frac {1}{s!(n+\alpha -s)!(\beta +s)!(n-s)!}}\left({\frac {x-1}{2}}\right)^{n-s}\left({\frac {x+1}{2}}\right)^{s}.} | \| \| \| \| \| \| \| \| | (1) |
| |                         |     |
| |                         |     |
La suma s'estén sobre tots els valors enters de {\displaystyle s} per als quals els arguments dels factorials no són negatius.

## Aplicacions

### Matriu d de Wigner
L'expressió (1) permet l'expressió de la matriu d de Wigner {\displaystyle d_{m',m}^{j}(\phi )} (per a {\displaystyle 0\leq \phi \leq 4\pi } ) en termes de polinomis de Jacobi:
{\displaystyle d_{m'm}^{j}(\phi )=(-1)^{\frac {m-m'-|m-m'|}{2}}\left[{\frac {(j+M)!(j-M)!}{(j+N)!(j-N)!}}\right]^{\frac {1}{2}}\left(\sin {\tfrac {\phi }{2}}\right)^{|m-m'|}\left(\cos {\tfrac {\phi }{2}}\right)^{|m+m'|}P_{j-m}^{(|m-m'|,|m+m'|)}(\cos \phi ),}
on {\displaystyle M=\max(|m|,|m'|),N=\min(|m|,|m'|)}.